# 英國—美國關係

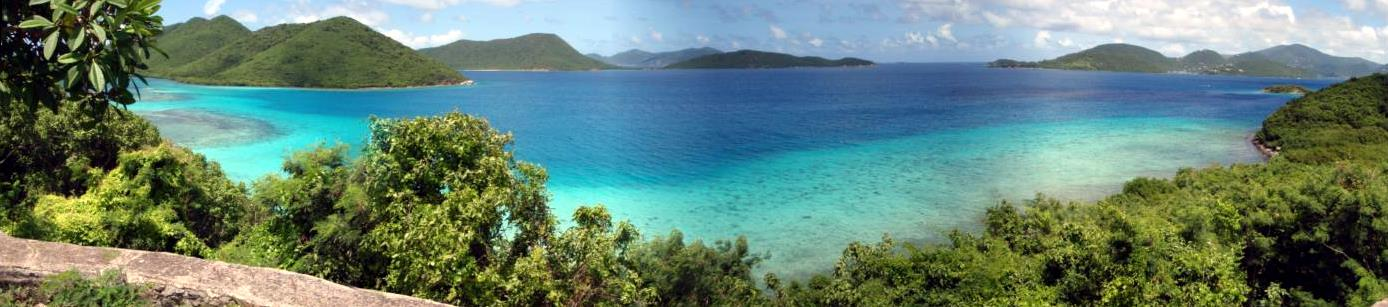
从美属维尔京群岛眺望英属维尔京群岛。

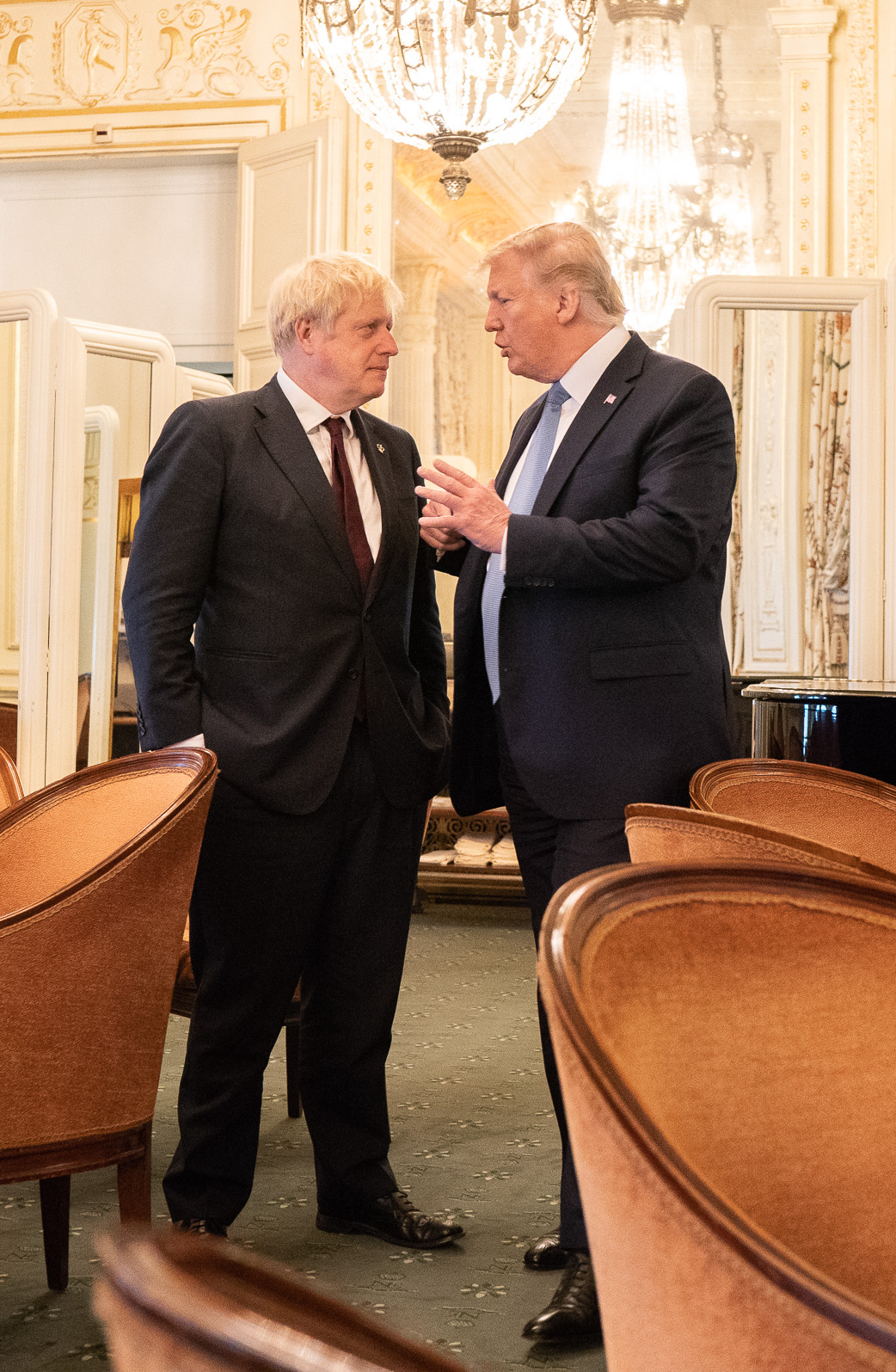
2019年8月，英国首相鲍里斯·约翰逊和美国总统唐纳德·特朗普在比亚里茨举行的第45屆七大工業國組織會議上。

英美关系（英語：United Kingdom–United States relations）或直譯為聯合王國–合眾國關係，又称不列顛─美利堅关系（英語：British–American relations）其中包括许多复杂的关系，从早期的两次战争到争夺世界市场。自1940年以来，两国一直是亲密的军事盟友，享有作为战时盟友和北约伙伴而建立的特殊关系，美國從1944年至今長期在英國駐軍。
两国因共同的历史、宗教上的重叠、共同的语言和法律体系，以及可以追溯到几百年前的共同祖先而紧密相连，英格蘭裔美国人、苏格兰裔美国人、威尔士裔美国人、北爱尔兰裔美国人、爱尔兰裔美国人和美国不列颠人的血缘关系。如今，大量的外籍人士居住在这两个国家。
尽管经历了战争与叛乱、和平与疏远，但最终成为了朋友与盟友，并且英美两国在二战期间巩固了这些根深蒂固的联系，形成了所谓的“特殊关系”。从长远来看，历史学家保罗·约翰逊将其称为“现代民主世界秩序的基石”。
20世纪初，英国在现行英国外交政策中将英美关系确定为“最重要的双边伙伴关系”，美国的外交政策也将英美关系确定为最重要的双边关系，体现在政治事务上的结盟，在贸易、商业、金融、技术、学术以及艺术和科学领域的相互合作；在美国武装部队和英国武装部队之间共享指挥和军事情报，以及联合作战行动和维持和平任务。加拿大历来是美国商品的最大进口国，也是向美国出口商品的主要国家。截至2015年1月，英国在向美国出口方面排名第五，在从美国进口方面排名第七。
这两个国家也对许多其他国家的文化产生了重大影响。它们是盎格鲁文化圈的两个主要节点，2019年总人口略低于4亿。它们共同赋予了英语在现代世界许多领域的主导地位。

## 國家領袖
查爾斯三世為英國虛位國家元首，由民選首相出任掌實權的政府首腦；美國總統則為民選並身兼國家元首與政府首腦兩職。
自1940年起歷任英美政府首腦（英國首相及美國總統）：

## 特殊关系

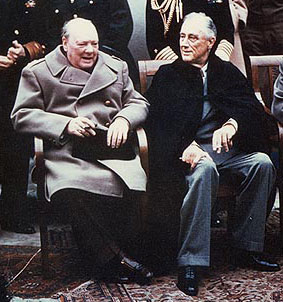
1945年，温斯顿·丘吉尔和富兰克林·罗斯福在雅尔塔

这种特殊关系体现了两国在政治、外交、文化、经济、军事和历史等各方面的密切关系。自1940年以来，它就专门用于处理两国关系。

## 历史

### 起源

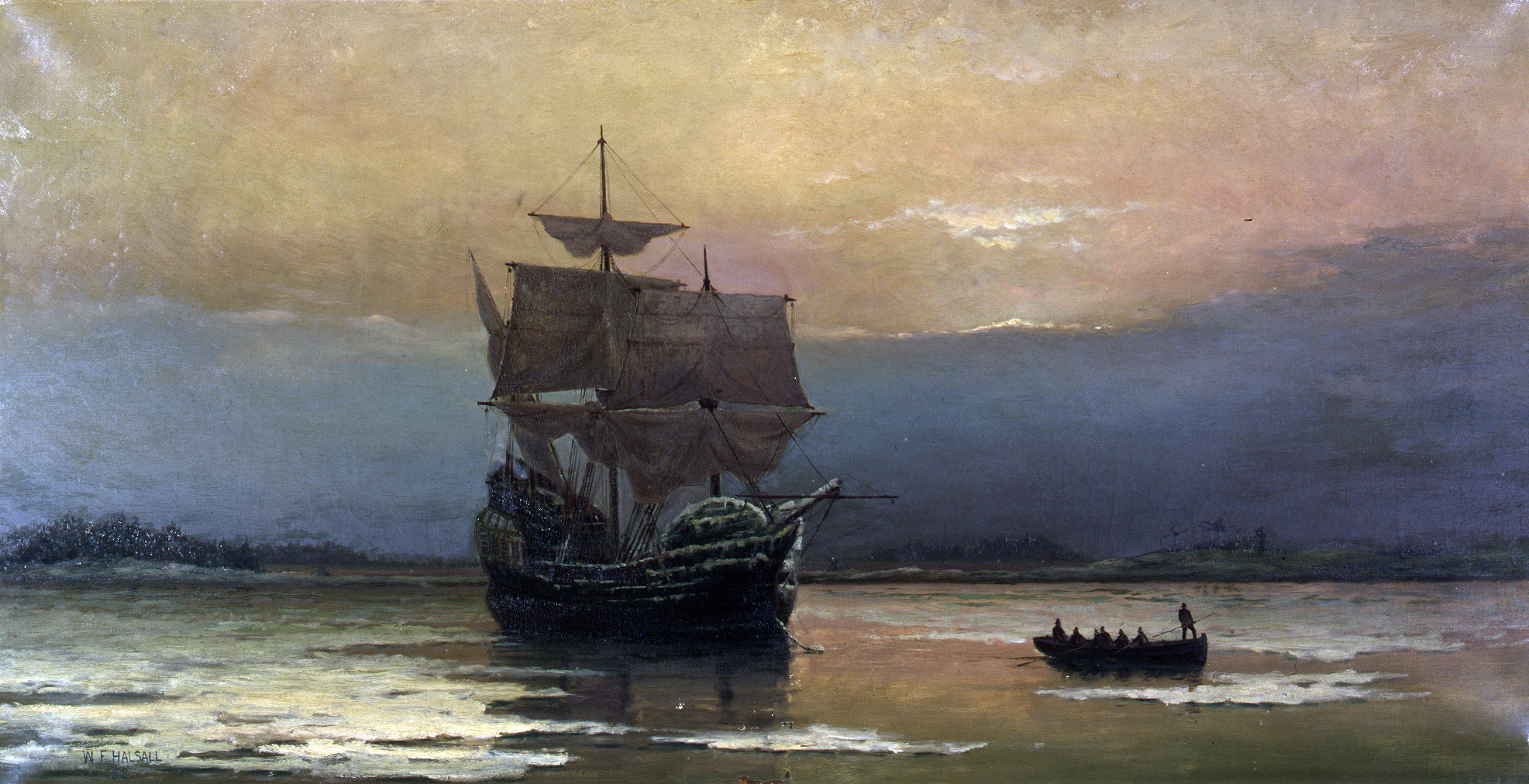
正如威廉·哈尔萨尔在1882年出版的《普利茅斯海峡的五月花》中所描绘的那样，1620年，五月花号将清教徒运送到了新大陆。

英國在北美大陸經過數失敗的嘗試後，1607年在維吉尼亞州詹姆斯鎮簽署第一份永久合約，成立維吉尼亞殖民地，在1624年以前維吉尼亞的保護地及殖民地原先屬於倫敦維吉尼亞公司，後歸屬於英王。清教徒發跡於英格蘭及阿姆斯特丹，後來乘坐五月花號出發行航向北美洲，由於他們被允許擁有極大的自治權，因此便建立起普力茅斯殖民地，1630年清教徒建立起更龐大的麻賽諸塞州殖民地，他們想要藉由建立全新且單純的教會組織來重組陳舊的英格蘭教會。
其他殖民地如下：1622年緬因省、1632年馬里蘭省、1636年羅德島及Plantations保護地、康乃狄克保護地，之後還有1663年的卡罗莱纳省(但在1729年被分割成北卡罗莱纳及南卡罗莱纳)、1691年新罕布夏省以及1732年的喬治亞省。紐約省一開始是由新荷蘭省殖民地所組成，1674年新澤西省從紐約省中分割出來，1681年威廉·佩恩被英王查理二世授予爵士位子，並用以命名賓夕凡尼亞省。起初每個殖民地都是被分割成各個小區域，1686~1689年間曾經試圖合併成單一的新英格蘭殖民地，但最終仍失敗。

### 移民
在17世纪，大约有35万英格兰和威尔士移民作为永久居民来到13个殖民地。在1707年《联邦法案》颁布后的一个世纪里，苏格兰和爱尔兰的移民在比例和数量上都超过了英格兰和威尔士。
在英国殖民者殖民期间，自由的行政、司法和市场制度被引入，与社会经济发展呈正相关。与此同时，殖民地的政策也是准重商主义的，鼓励帝国内部的贸易，不鼓励与其他强国的贸易，不鼓励殖民地制造业的兴起，而建立制造业是为了增加母国的贸易和财富。英国从其在加勒比海的商业殖民地的糖贸易中获得了更多的利润。
强制劳动制度的引入是殖民时期的另一个特征。13个殖民地都参与了奴隶贸易。中部殖民地和新英格兰殖民地的奴隶通常都是家仆、艺匠、劳工和工匠。早期，南方殖民地的奴隶主要从事农业，在农场和种植园种植靛蓝、大米、棉花和烟草用于出口。
1754年至1763年的法印战争是“七年战争”的北美战场。这场冲突是法国和英国在北美的第四次殖民战争，导致英国占领了拥有法国天主教人口的新法国。根据1763年签订的《巴黎条约》，法国人将密西西比河以东的法属路易斯安那州割让给了英国人，也就是后来的印第安保留地。

### 信仰
英国本土和殖民地之间的宗教联系十分明显。大多数教堂都是从英国移植过来的。新英格兰的清教徒很少与英格兰的非国教教徒保持联系。贵格会维持的跨大西洋关系要密切得多，尤其是在宾夕法尼亚州。卫理公会也保持着密切的联系。
英国国教教会正式在南方殖民地建立，这意味着地方税收支付牧师的工资，教区有公民责任，如救济穷人，当地绅士控制教区。该教会在美国革命期间被解散。美国的圣公会教堂受伦敦主教的管辖，关于是否在美国设立圣公会主教存在着长期的争论。其他的新教徒则反对这样的任命。革命后，新成立的圣公会选出了自己的主教，并与伦敦保持距离。

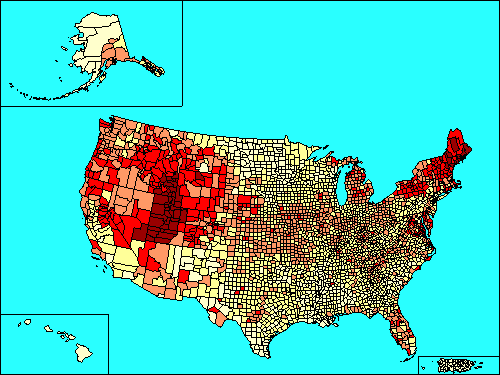
英格兰血统比例
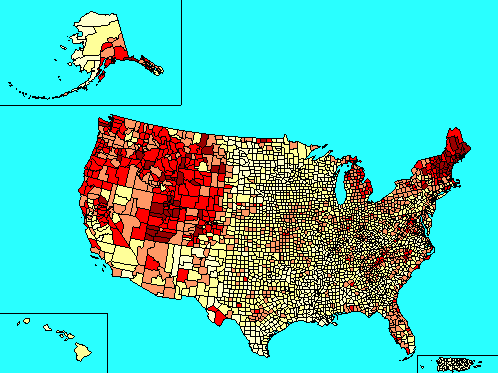
苏格兰血统比例
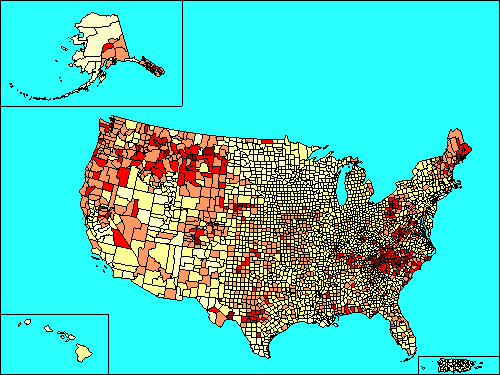
苏格兰-爱尔兰血统比例
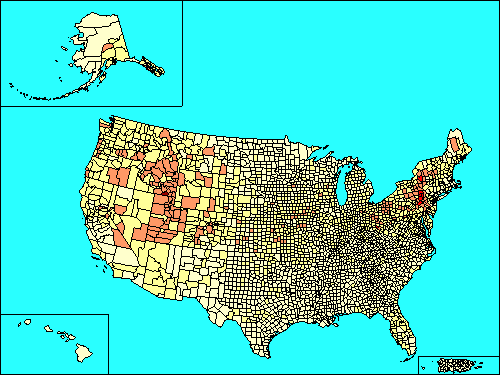
威尔士血统比例

### 美國獨立
13个殖民地逐渐获得了更多的自治权，尽管自治权有限。英国的重商主义政策变得更加严厉，对母国有利，导致了贸易限制，从而限制了殖民地经济的增长，人为地限制了殖民地商人的收入潜力。美国殖民地被期望帮助偿还法国和印度战争期间积累的债务。从1765年到1775年，由于国王乔治三世没有代表权和控制权的税收问题，紧张局势升级。1770年的波士顿大屠杀中，英国军士向平民开火，叛乱吞噬了愤怒的殖民者。英国议会征收了一系列的税收，如1765年的印花税法案，以及后来1773年的茶叶法案，一群愤怒的殖民地居民在波士顿茶叶党中抗议，将一箱箱茶叶倾倒在波士顿港。1774年，英国议会通过了被殖民者称为“不可容忍的法案”来回应殖民者的挑衅。这一系列事件最终引发了1775年莱克星顿和康科德战役的第一枪，以及美国独立战争的开始。1775年6月英国在邦克山战役中的胜利进一步加剧了紧张局势。虽然争取独立的目标是被称为爱国者的多数人，但被称为保皇派的少数人希望无限期地作为英国的臣民。当第二次大陆会议于1775年5月在费城召开时，由本杰明·富兰克林、托马斯·杰斐逊、约翰·汉考克、塞缪尔·亚当斯和约翰·亚当斯等著名人物进行的讨论最终导致了从母国的完全独立。因此，1776年7月4日一致通过的《独立宣言》是一次彻底和决定性的突破。美利坚合众国成为近代世界上第一个成功实现独立的殖民地。
在1775年初，爱国者迫使所有英国官员和士兵离开这个新国家。1776年8月，英国军队大规模返回，占领了纽约市，成为他们的基地，直到1783年战争结束。英国人用他们强大的海军可以占领主要的港口，但是90%的美国人住在他们自己完全控制的农村地区。1777年，在萨拉托加战役中，爱国者俘获了一支从加拿大南下的英国侵略军。此后，法国作为美国的盟友加入了这场战争，并把荷兰和西班牙作为法国的盟友。英国失去了海上优势，在欧洲没有主要的盟友和朋友。英国的战略重新集中在南部，他们预计大量的忠诚分子将与英国人并肩作战。拿起武器的效忠者比英国需要的少得多;皇室试图控制南方乡村的努力失败了。当英国军队试图返回纽约时，其救援舰队被法国舰队击退，其军队在1781年10月包围约克镇时被乔治·华盛顿将军领导的法美联军俘获。这有效地结束了战斗。

### 和平條約
1783年，巴黎条约以对新国家非常有利的条件结束了战争。
关键事件发生在1782年9月，当时法国外长费尔根尼斯提出了一项解决方案，但遭到了他的盟友美国的强烈反对。法国被战争搞得筋疲力尽，除了西班牙，人人都想要和平，西班牙坚持要继续战争，直到从英国人手中夺取直布罗陀。格拉維耶提出了一个协议，西班牙将接受而不再声索直布罗陀。美国将获得独立，但仅限于阿巴拉契亚山脉以东的地区。英国将占领俄亥俄河以北的地区。南部地区将建立一个独立的印第安人的国家，由西班牙控制。这将是一个印第安人的缓冲州。美国人意识到，在这些谈判中，法国的友谊毫无价值:他们可以直接从伦敦得到更好的交易。约翰·杰伊立即告诉英国人，他愿意与他们直接谈判，切断法国和西班牙的联系。英国首相谢尔本勋爵对此表示赞同。他全权负责英国的谈判，现在他看到了一个机会，使美国和法国保持距离，使这个新国家成为一个有价值的经济伙伴。西部的条件是美国将获得密西西比河以东、佛罗里达以北和加拿大以南的全部地区。北方的边界几乎和今天一样。美国将获得加拿大海岸的捕鱼权，并同意允许英国商人和保皇派试图收回他们的财产。这是一项对美国极为有利的条约，从英国人的角度来看，这是一项故意为之的条约。谢尔本预见到英国和迅速发展的美国之间的高利润的双向贸易，这确实实现了。

### 美國反抗結束
这项条约终于在1784年得到批准。1783年末，英国人从纽约、查尔斯顿和萨凡纳撤出了士兵和平民。超过80%的效忠者留在美国，成为美国公民。其他的大多去了加拿大，自称为联合帝国的忠诚者。商人和实干家经常去英国重建他们的商业关系。富有的南方忠诚分子，带着他们的奴隶，通常前往西印度群岛的种植园。英国人还带走了大约3000名自由的黑人，这些人以前是奴隶，后来与英国军队作战;他们去了新斯科舍省。许多人发现这里不适合居住，于是去了非洲的英国殖民地塞拉利昂。
这个新国家几乎控制了密西西比河以东、圣劳伦斯河以南和五大湖以南的所有土地。东佛罗里达和西佛罗里达的英国殖民地作为对西班牙的奖赏。与英国结盟的美洲土著部落在战后挣扎;英国人在和平会议上忽视了他们，除非他们搬到加拿大或西班牙领土，否则大多数人都在美国的控制之下。英国人在美国中西部(特别是在密歇根州和威斯康星州)建立堡垒，向印第安部落提供武器。

### 杰伊条约的作用

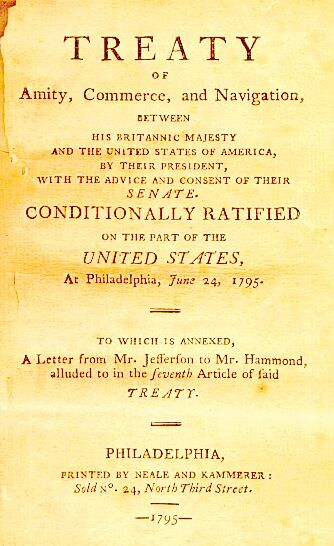
包含杰伊条约文本的私人印刷的小册子

战争结束后，两国恢复了贸易。英国允许所有的出口到美国，但禁止一些美国食品出口到它在西印度群岛的殖民地。英国出口额达到370万英镑，而进口额只有75万英镑。这种不平衡导致了美国的黄金短缺。
1785年，约翰·亚当斯成为美国第一位全权公使，也就是现在众所周知的驻圣詹姆斯宫廷大使。英王乔治三世亲切地接待了他。1791年，英国向美国派出了第一位外交使节乔治·哈蒙德。
当英国和法国在1793年开战时，美国和英国的关系也处于战争边缘。1794年签署的杰伊条约缓和了紧张局势，建立了十年的和平与繁荣的贸易关系。历史学家马歇尔·斯梅尔泽认为，该条约实际上推迟了与英国的战争，或者至少推迟了战争，直到美国有足够的实力应对。
美国历史学家塞缪尔·弗拉格·比米斯认为，美国存在一系列悬而未决的问题:
- 英国军队在1783年和平条约规定的美国领土内，即今天的密歇根、俄亥俄和纽约，建造了五个堡垒。
- 英国人资助美国印第安人袭击西北部(俄亥俄和密歇根)的定居者。
- 英国人继续给美国公民在英国服役的水手留下深刻印象。
- 美国商人要求赔偿英国在1793年和1794年没收的250艘商船。
- 南方利益集团要求对1781- 1783年被带到西印度群岛的忠诚者及其主人所拥有的奴隶进行货币补偿。
- 美国商人希望英属西印度群岛重新对美国贸易开放。
- 与加拿大的边界在许多地方模糊不清，需要更明确地划定。

### 雙方繼續摩擦及1812年戰爭

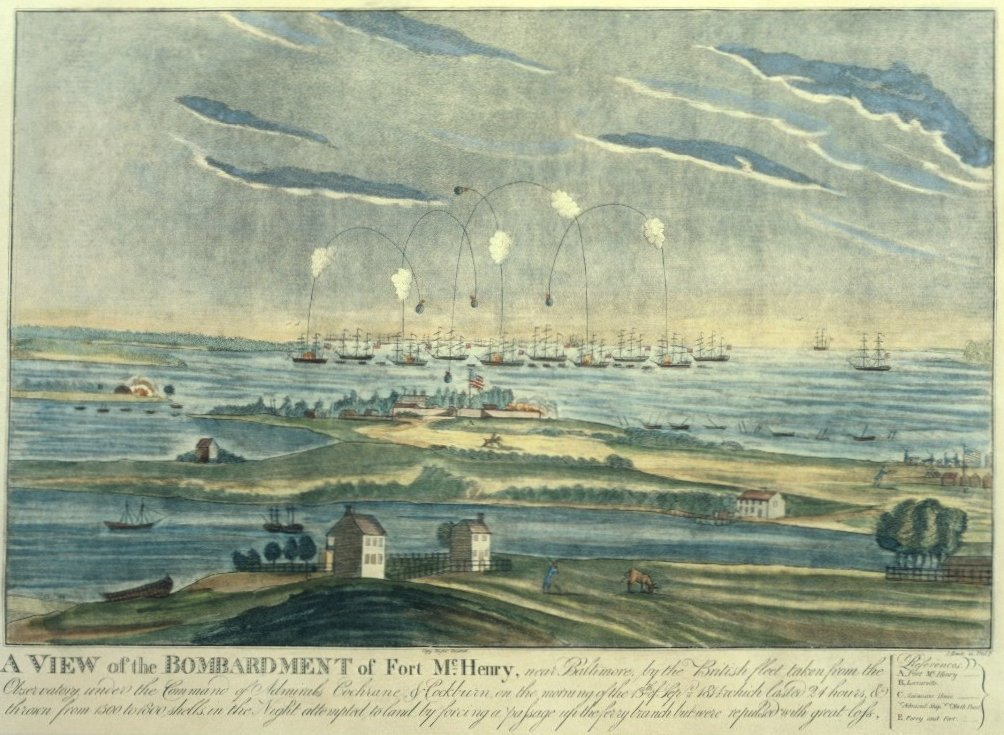
一位艺术家描绘了1814年巴尔的摩战役的轰击场面，激发了弗朗西斯·斯科特·基创作了美国国歌星条旗 (美国国歌)的歌词。

美国实施了贸易禁运，即1807年《禁运法》，以报复英国对法国的封锁，其中包括访问和寻找中立的商人，因为这导致了在拿破仑战争期间禁止法美贸易。皇家海军也登上了美国船只，強徵那些被怀疑是英国逃兵的美國水手作為英國軍人。美国向中西部(即俄亥俄到威斯康辛)的扩张受到了美洲土著部落的阻碍，他们得到了英国特工的弹药和支援。实际上，英国的目标是建立一个独立的国家，以阻止美国向西扩张。
在外交和抵制失败后，国家荣誉和独立的问题出现了。布兰兹说:“其他战争鹰派把与英国的斗争称为第二次独立战争;安德鲁·杰克逊在美国独立战争时负了伤，他对这一观点深信不疑。即将到来的冲突是对美国权利的侵犯，但这也是对美国身份的维护。”
最终，在1812年6月，美国总统詹姆斯·麦迪逊号召发动战争，并克服了东北部商业利益集团的反对。美国的战略要求是对英国的船运发动袭击，尤其是切断对西印度群岛英国糖料种植园的食物运输。然后再征服北方殖民地(后来成为加拿大，目的是让美国获得强大的谈判地位。英国的主要目标是打败法国，所以在1814年之前，战争主要是防御性的。
1812年英美戰爭爆發時，據中國廣東官員報告稱，英美雙方開始在南海「互相掠奪對方的貨物和金錢」。清朝堅持交戰國應「遵照並尊重天朝的禁令」，並要求英國私掠船不得試圖「報復此地的美國人」。總體而言，美國商人選擇在衝突期間留在港口、島嶼或啟航回國。
为了争取以特库姆塞为首的美洲原住民的支持，英国承诺将在美国宣称拥有主权的领土上建立一个独立的印第安国家。英国和加拿大军队多次击退美国军队的入侵，美国军队准备不足，领导不力，民兵部队缺乏，指挥官拒绝将民兵暂时置于联邦控制之下。然而，美国军队在1813年控制了伊利湖，摧毁了与英国结盟的美国本土军队在西北部和南部的进攻能力。1814年英国对切萨皮克湾的入侵以“焚烧华盛顿”告终，但随后英国对巴尔的摩的攻击被击退。1814年英国入侵纽约州的行动在普拉茨堡战役中被击败，而安德鲁·杰克逊将军在1815年的新奥尔良战役中也被击败。谈判始于1814年，达成了根特条约，恢复了战争前的状态:双方都没有获得领土，英国建立一个独立的美洲原住民国家的战略也被放弃。英国保留了理论上的征用权，但停止征用任何水手，而美国则永远放弃了这一问题。美国将这一结果庆祝为胜利的“第二次独立战争”。最终在滑铁卢击败拿破仑的英国人庆祝了这一胜利，基本忘记了与美国的第二次战争。美国和加拿大之间的紧张关系通过外交手段得到了解决。1812年战争标志着两国长期冲突（1775－1815）的结束，开启了两国和平的新时代。

### 1815 - 1860年纠纷

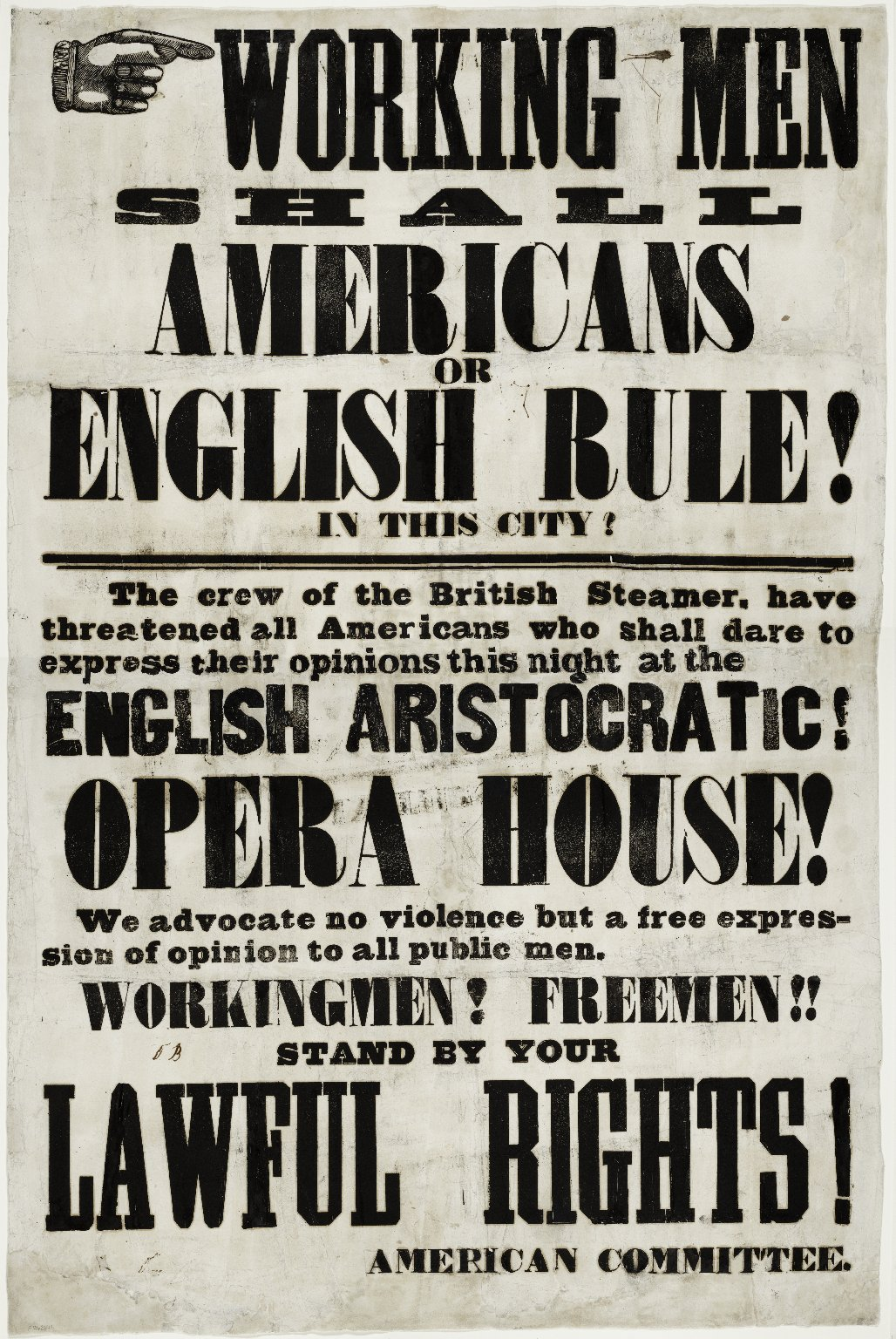
在1849年阿斯特广场暴乱之前，一份措辞强硬的反英传单在纽约分发，并参与煽动暴乱。

门罗主义是1823年对英国提出的联合宣言的单方面回应，表达了美国对欧洲进一步侵占西半球的敌意。然而，英国政策的共同观点和皇家海军的执行使美国受益。19世纪40年代，有几个州对英国投资者持有的债券违约。伦敦的银行家们后来避开了国家债券，但大量投资于美国铁路债券。
在几部影片中，美国将军温菲尔德·斯科特通过平复情绪并达成可接受的妥协，证明了他是一位睿智的外交官。斯科特在1837年处理了卡罗琳事件。来自英属北美（现在的安大略）的叛乱分子逃到纽约，在叛乱被镇压后，他们利用一艘名为“卡罗琳”的美国小船向加拿大走私物资。1837年末，加拿大民兵越境进入美国并烧毁了这艘船，引发了外交抗议和其他事件。

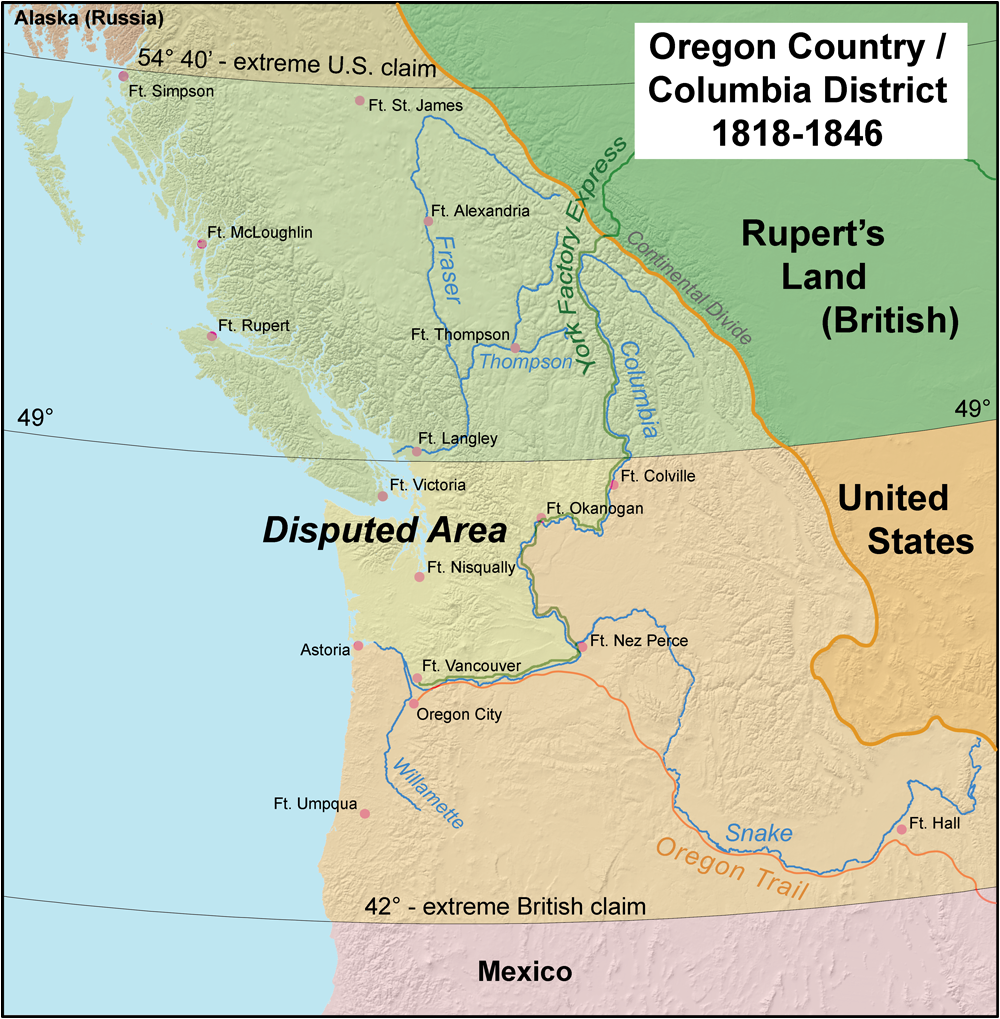
从北纬42度到北纬54度，最具争议的部分被突出显示

### 20世纪初
美英关系在第一次、第二次世界大战期间得到加强，双方的联盟促使了盟国的胜利，美国的租借法案给大英帝国提供了强有力的支持，但在战后格局如国际联盟和殖民地问题上双方有显著分歧。

### 冷战时代
西方国家与苏联的冷战时期，两国均为北约重要成员，合作密切，特别是美国里根总统和英国首相撒切尔夫人时期的强有力合作，是新保守主義在西方的典型时代，也是经济新自由主义的鼎盛时代，合力促成了西方阵营的最后胜利。不过两国亦因美国入侵格林纳达等事件产生摩擦。冷战期间美国在英国保持了较大规模的驻军。

### 21世纪
英美两国在反恐战争开始后继续合作，发动伊拉克战争，并经受了英国脱欧等一系列考验，美国历任政府都给予英国特别的支持。2021年9月15日澳洲（AU）、英国（UK）和美國（US）聯合宣布成立AUKUS的軍事安全合作夥伴關係。
2023年6月8日，美国总统拜登在白宫会晤英国首相苏纳克。会后双方发表《大西洋宣言》，表示两国将寻求建立新型创新伙伴关系。

## 贸易投资和经济
美国是英国最大的单一出口市场，美国于2007年购买了价值570亿美元的英国商品。2007年，英国与美国之间的进出口贸易总额为1,072亿美元。
美国和英国共同拥有世界上最大的外国直接投资伙伴关系。2005年，美国对英国的直接投资总额为3,240亿美元，而英国对美国的直接投资总额为2,820亿美元。
2013年9月9日，美国国务卿约翰·克里在伦敦与英国外交大臣威廉·黑格举行的新闻发布会上多次提及两国特殊关系，他说:
“我们不仅仅是彼此最大的投资者在我们每一个国家，但事实是，每天近一百万人在美国的英国公司工作，就像有一百万多人工作在英国的美国公司。显然，我们是紧密相连的。我们致力于让这两个国家都成为美国-英国和美国欧盟关系甚至是我们繁荣的更强大的驱动力。”

## 旅遊
每年有450多万英国人访问美国，花费约140亿美元。每年大约有300万美国人访问英国，花费大约100亿美元。

## 外部連結
- June 2002, Policy Review, The State of the Special Relationship（英文）
- November 2006, The Times, State Department Official disparages the relationship （页面存档备份，存于）（英文）
- May 2007, Professor Stephen Haseler (Global Policy Institute, London Metropolitan University) has written a book examining the history of the special relationship from a British perspective entitled Sidekick: Bulldog to Lapdog, British Global Strategy from Churchill to Blair （页面存档备份，存于）（英文）
- February 2009, The Guardian, Presidents and prime ministers: a look back at previous first meetings of US and UK leaders （页面存档备份，存于）（英文）
- Booknotes interview with Jon Meacham on Franklin and Winston: An Intimate Portrait of an Epic Friendship, 15 February 2004.（英文）